# ادبیات داستانی نوجوانان

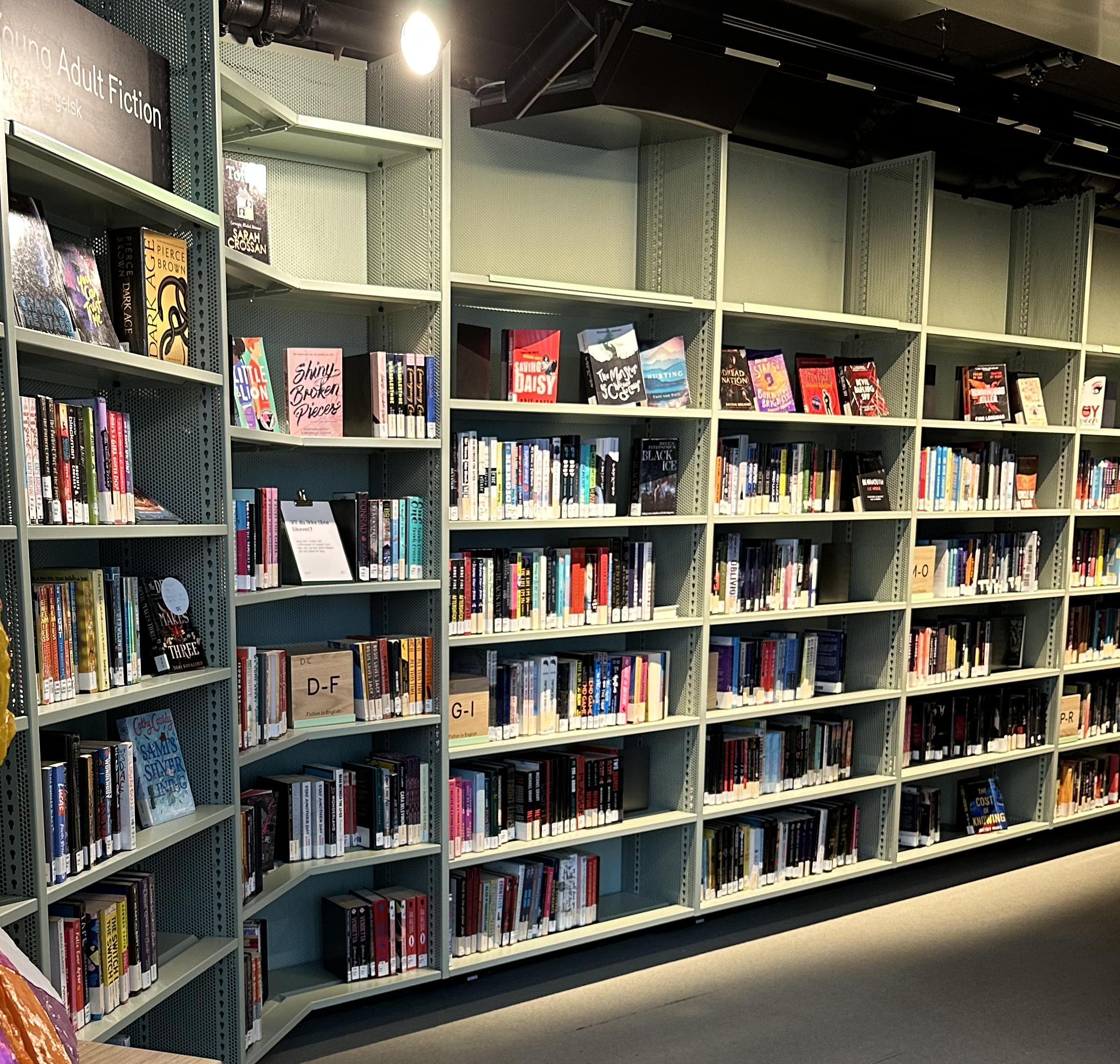
عکسی از فضای داخلی دیچمان بیورویکا، کتابخانه اصلی کتابخانه عمومی اسلو (Deichman) واقع بین ایستگاه مرکزی و خانه اپرای اسلو در اسلو، نروژ. دیچمان بیورویکا در ژوئن 2020 افتتاح شد و 18000 متر مربع در 6 طبقه وسعت دارد و 450000 کتاب را در خود جای داده است.

ادبیات داستانی نوجوانان (انگلیسی: Young adult fiction) دسته‌ای از ادبیات داستانی است که برای خوانندگان عمدتاً میان سنین ۱۲ تا ۱۸ سال در نظر گرفته می‌شود. در حالی که این قالب، برای این قشر از خوانندگان در نظر گرفته شده، اما با همهٔ این احوال، تقریباً نیمی از خوانندگان این ژانر را بزرگسالان تشکیل می‌دهند.